# 清原正博
清原 正博（きよはら まさひろ、1965年4月30日 - ）は、TBSテレビの管理職アナウンサー。

## 来歴
大分県出身。大分県立杵築高等学校、早稲田大学第一文学部美術史学専修 卒業。
1988年4月、TBSにアナウンサー24期生として入社。 以後、主にスポーツ中継（野球、ゴルフ、競馬、競輪、サッカー）を担当。
BS-TBSやCS（TBSチャンネル、TBSニュースバード）、ラジオ向けのスポーツ実況を担当することが多い。

## 出演番組

### 現在の出演番組
ラジオ
- 森本毅郎・スタンバイ!（スポーツスタンバイ／不定期）
- 爆笑問題の日曜サンデー（競馬コーナー実況）
- パンサー向井の＃ふらっと（ニュース／不定期、2022年4月 - ）

テレビ
- JNNニュース（朝／土曜）
- スポーツ中継（野球、ゴルフ、サッカー、競馬、競輪、競艇、スピードスケート、カーリング、クロスカントリースキー、フェンシング）[3][4]

### 過去の出演番組
ラジオ
- TBSラジオ エキサイトベースボール（2017年限りで放送を終了）実況・リポーターを担当
- エキサイトKEIRIN
- 話題のアンテナ 日本全国8時です（2014年4月 - 6月）月曜日コメンテーター永谷脩不在時の代行。初田啓介と共に不定期出演。
- マイフェイバリッと（2014年10月 - 11月）佐野慈紀と共同パーソナリティー。JRN各局向けの裏送り番組。
- ケイバのアナ場（2020年9月30日 - 12月23日、水曜日17:50 - 18:00）
- 伊集院光とらじおと（ニュース／不定期）

テレビ
- JNNおはようニュース&スポーツ（1988年）[3][4]
- ブロードキャスター（1991年4月 - 1993年3月）スポーツキャスター
- 情報!もぎたてサラダ ニュース担当
- エクスプレス[3]
- JNNフラッシュニュース（2012年4月から数ヶ月）土曜日担当、1990年代にも担当していた時期がある。
- S☆1（2012年4月から数ヶ月）土曜日のニュース担当

## その他
- 元プロ野球選手の清原和博と名前が似ているためか、スポーツ番組でネタにされることが多い。